# Knivskjellodden

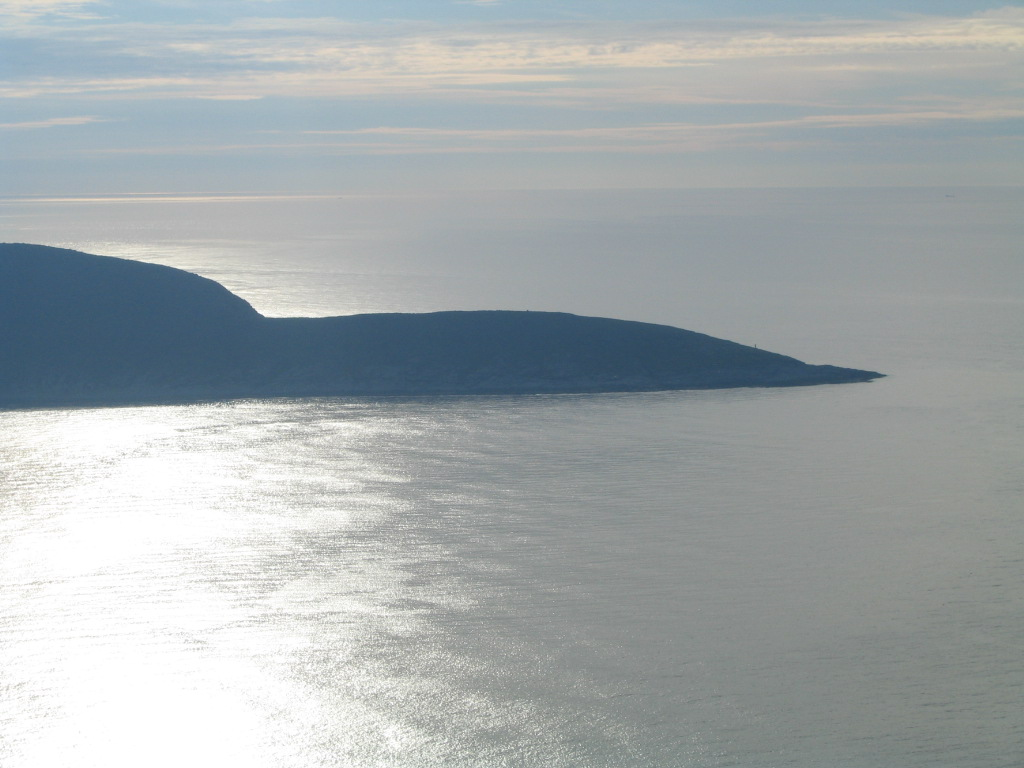
Knivskjellodden visto do Cabo Norte

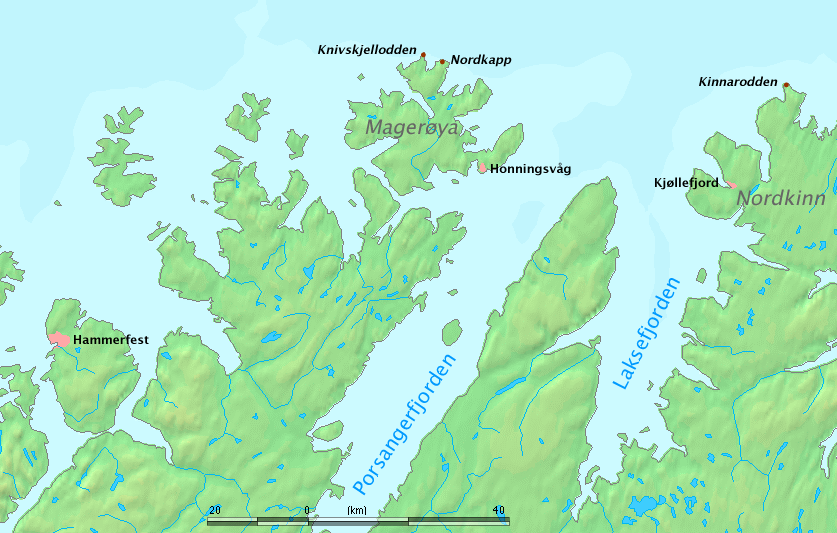
Mapa da região

Knivskjellodden é um cabo na ilha de Magerøya, na comuna de Nordkapp, na Noruega. Com as coordenadas 71° 11' 8" N 25° 40' 54" E, é o ponto mais setentrional da Europa.
Embora o Cabo Norte seja bastante mais conhecido, o Knivskjellodden encontra-se localizado cerca de 1500 metros mais para norte.
- Web site de Skarsvåg e de Northcape
- Retratos de Skarsvåg e de Northcape